# Коста Марков
Костадин Марков, по-известен като Коста Марков, е български попфолк певец.

## Биография
Коста Марков е роден в град Бургас, но израства в град Несебър. В семейството му няма професионални музиканти, освен един братовчед на майка му, който е диригент на симфоничен оркестър. Дядо му е бил любител-певец, пеел народни песни, а майка му пее вярно и с красив тембър, но никой от тях не се е занимавал професионално с музика. Като малък Коста се интересувал от музика и родителите му му купуват акордеон. На 6-годишна възраст ходи на уроци по солфеж и акордеон, като същевременно сформира вокално-инструментална група към Читалището в Несебър. По-късно започва да взима уроци по оперно пеене при вокален педагог в София.
След като завършва средното си образование в Несебър, военната си служба отбива в армията, в представителната рота на Строителни войски в град Варна. Кандидатства по специалност „Икономика“ в УНСС в София и е в челната тройка по успех. След това се преориентира към поп-музиката и взема частни уроци при Ирина Чмихова и Стефка Оникян. След дълга активност и слава на музикалната сцена обаче, той започва да се занимава с дейност по специалността, която е учил и понастоящем развива собствен бизнес с недвижими имоти във Флорида (САЩ).
Първият му професионален ангажимент е през 1990 г. Пеел всяка вечер в две вариететни програми. Едната била в ресторант „Лебед“ в Несебър, а втората – в един от двата най-луксозни барове в Слънчев Бряг по това време – бар „Фрегата“. След това Коста Марков е пял в панорамния бар на хотел „Родина“ в София и бар „Панорама“ в Димитровград. По време на участие бил на снимки в културния дом в Казанлък за предаване на БНТ, в което участват дует „Ритон“, Иван Балсамаджиев, Глория, Цветелина и други. Там изпява две песни и след снимките при него идва Митко Димитров, президент на музикална компания „Пайнер“. Кани го на разговор в Димитровград и му поставя условие да презапише всички готови песни.
Така през 1997 г. подписва договор с музикална компания „Пайнер“ и записва четири самостоятелни албума.
През 2006 г. прекратява певческата си кариера. Има съвместни песни с Цветелина, Ивана, Надя и Деси Слава. Най-известните песни от репертоара на певеца са: „Милиони нощи“, „Диаманти и рубини“, „С поглед ме изпий“, „Вятър ще бъда“, „Искам да остана буден“, „Имам само едно сърце“, „Искаш ли дъвка“ и „Дърво без корен“ – дует с Ивана.
През месец март 2006 г. се жени за приятелката си Кристина във Флорида. На 16 юни 2006 г. във Флорида семейството се сдобива с дъщеря – Анджелена.
През 2016 г., след 10-годишна пауза, Коста Марков се завръща на сцената, като отново подписва договор с фирма „Пайнер“, който е прекратен през 2019 г.

## Дискография
- 1998 – „Банкер“[3]
- 1999 – „Искаш ли дъвка“[3]
- 2000 – „Милиони нощи“[3]
- 2001 – „Диаманти и рубини“[3]

## Награди
- 2003 – Тракия фолк – Награда за текст за песента „Искам да остана буден“[3]

## Изяви
Концерти зад граница: Гърция, Кипър, Великобритания, САЩ, Канада